# 尾張富士

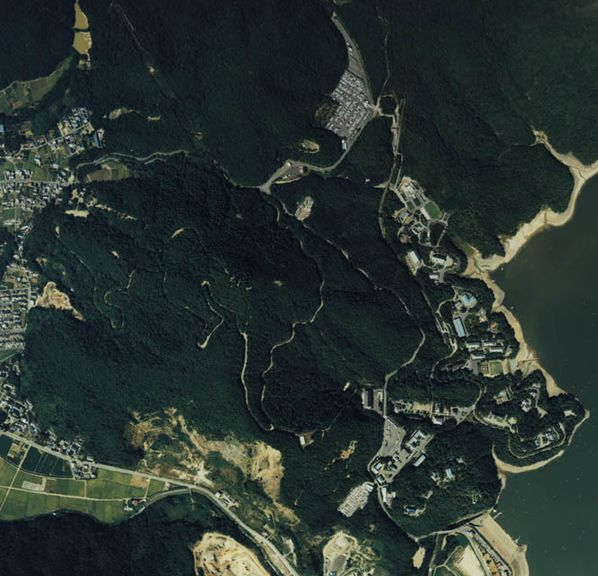
1987年度（昭和62年）に撮影された尾張富士を撮影した航空写真。

尾張富士（おわりふじ）は、愛知県犬山市南部に位置する標高275mの山である。

## 概要
郷土富士であり、尾張三山の1つでもある。
山頂には大宮浅間神社奥宮があり、四等三角点が設置されている。東側の山麓には、博物館明治村や入鹿池がある。また山の南側を、五条川が流れる。
尾張富士が本宮山と山の高さを競い合ったことに由来して、「石上げ祭」が、毎年8月の第1日曜日に開催されている。山頂には、多くの小石が積み上げられている。
なお、この山と同名の四股名の力士が存在した。各方面からの登山道（ハイキングコース）が整備されている。
かつては犬山駅と博物館明治村を結ぶ岐阜バス（かつては名鉄バスだった）が尾張富士の近辺を経由していた。
なお、コバノイシカグマ科のフジシダ（Monachosorum maximowiczii）の和名の由来になっている。

## 周辺の山
- 本宮山
- 白山
- 小牧山
- 八曽山
- 鳩吹山
- 東谷山

## 画像

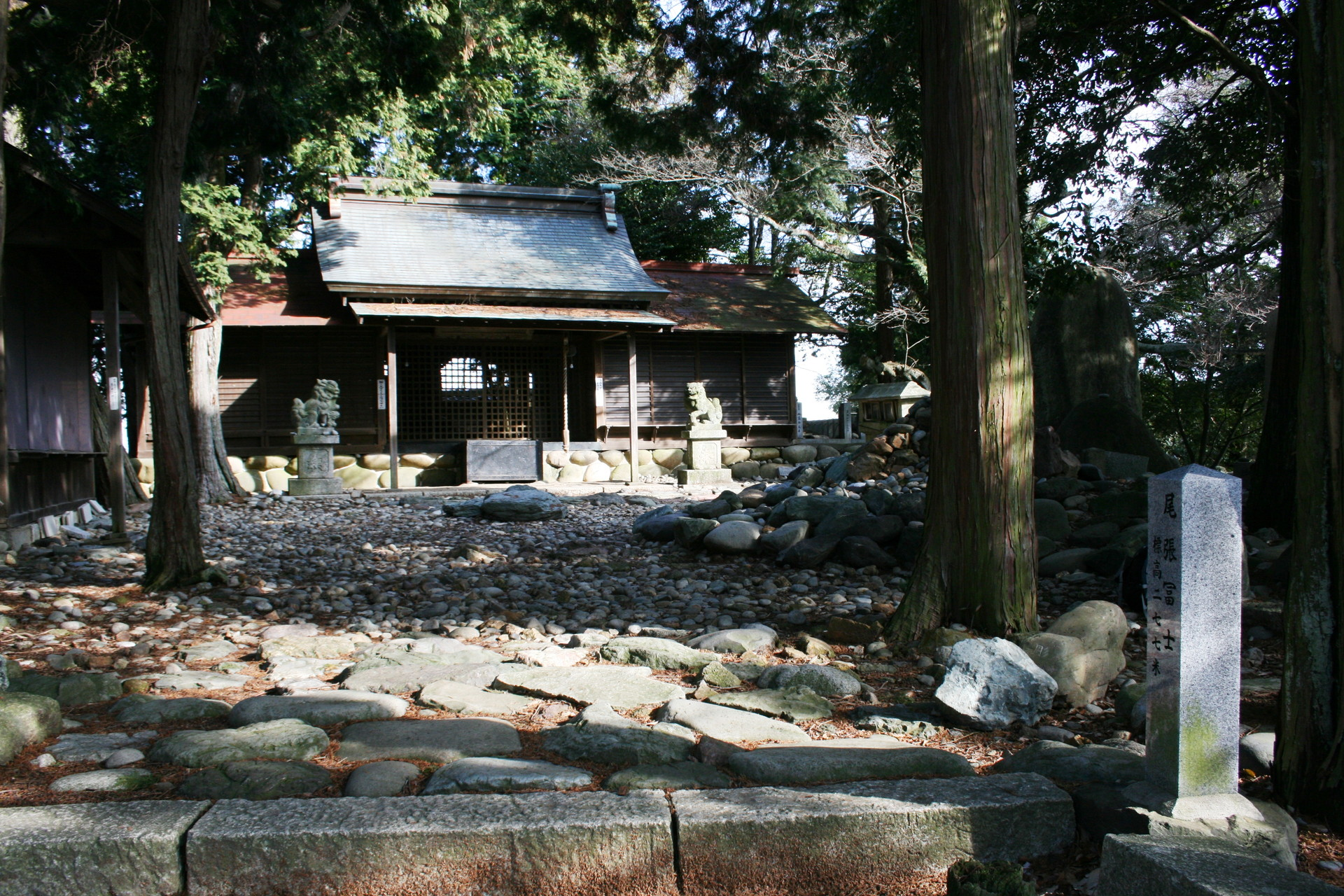
尾張富士頂上の大宮浅間神社奥宮
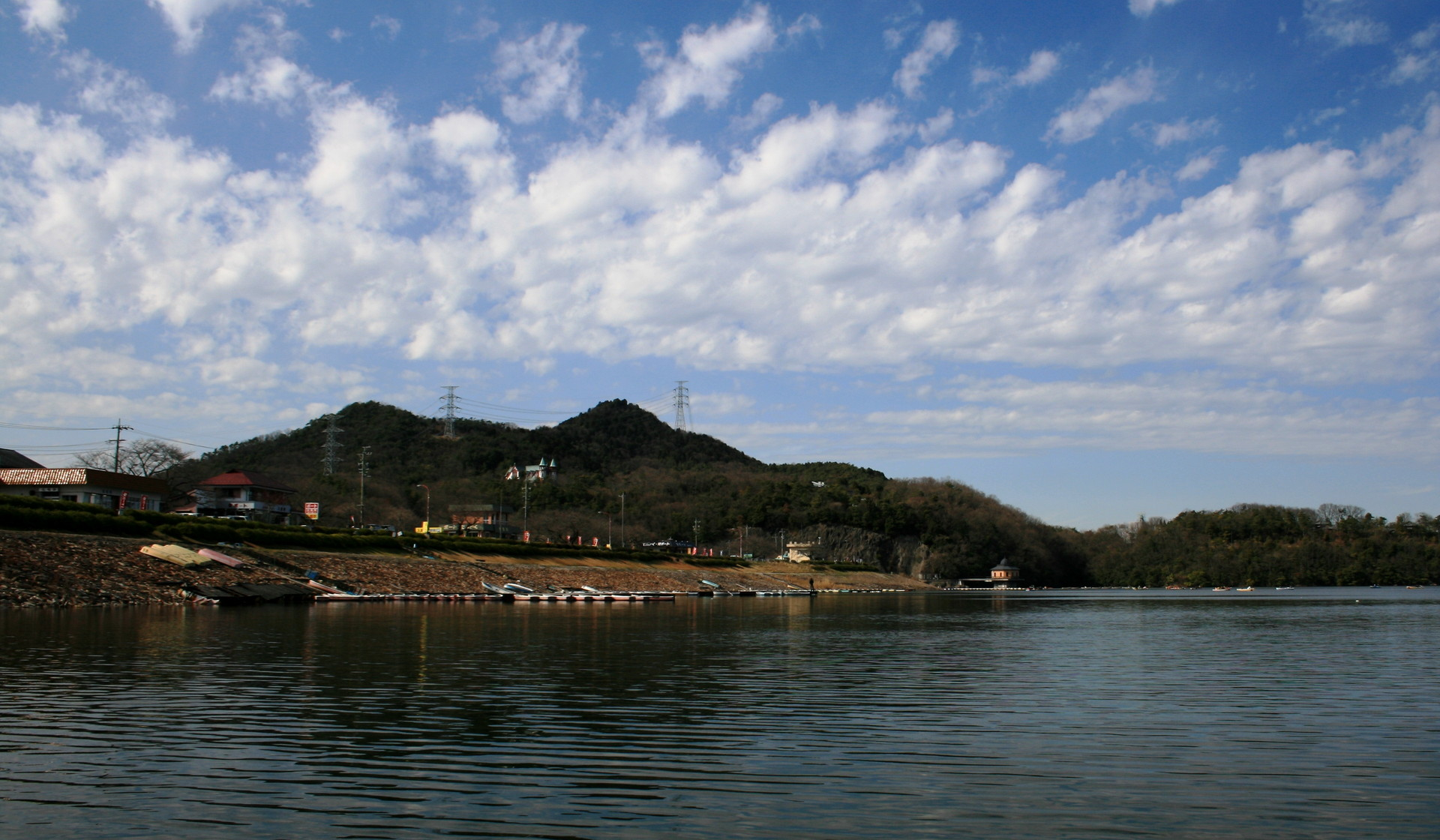
入鹿池から望む尾張富士
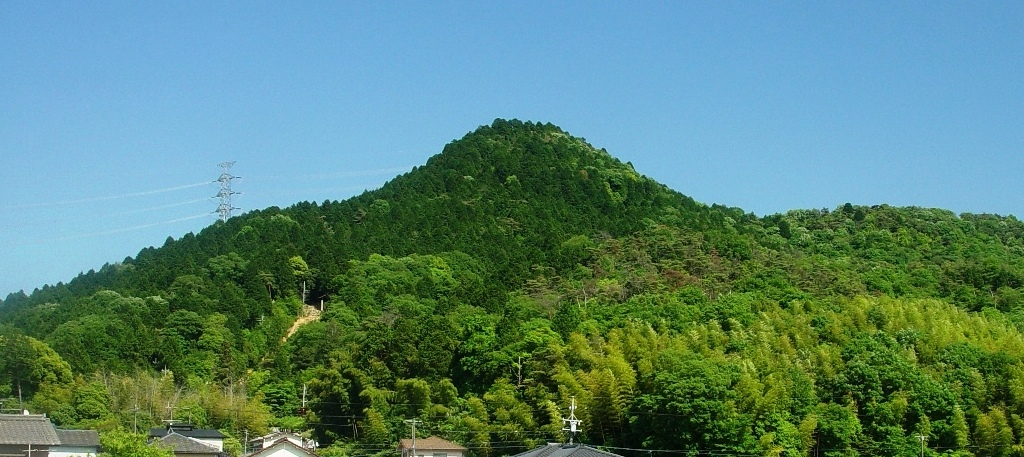
西側の麓から望む尾張富士
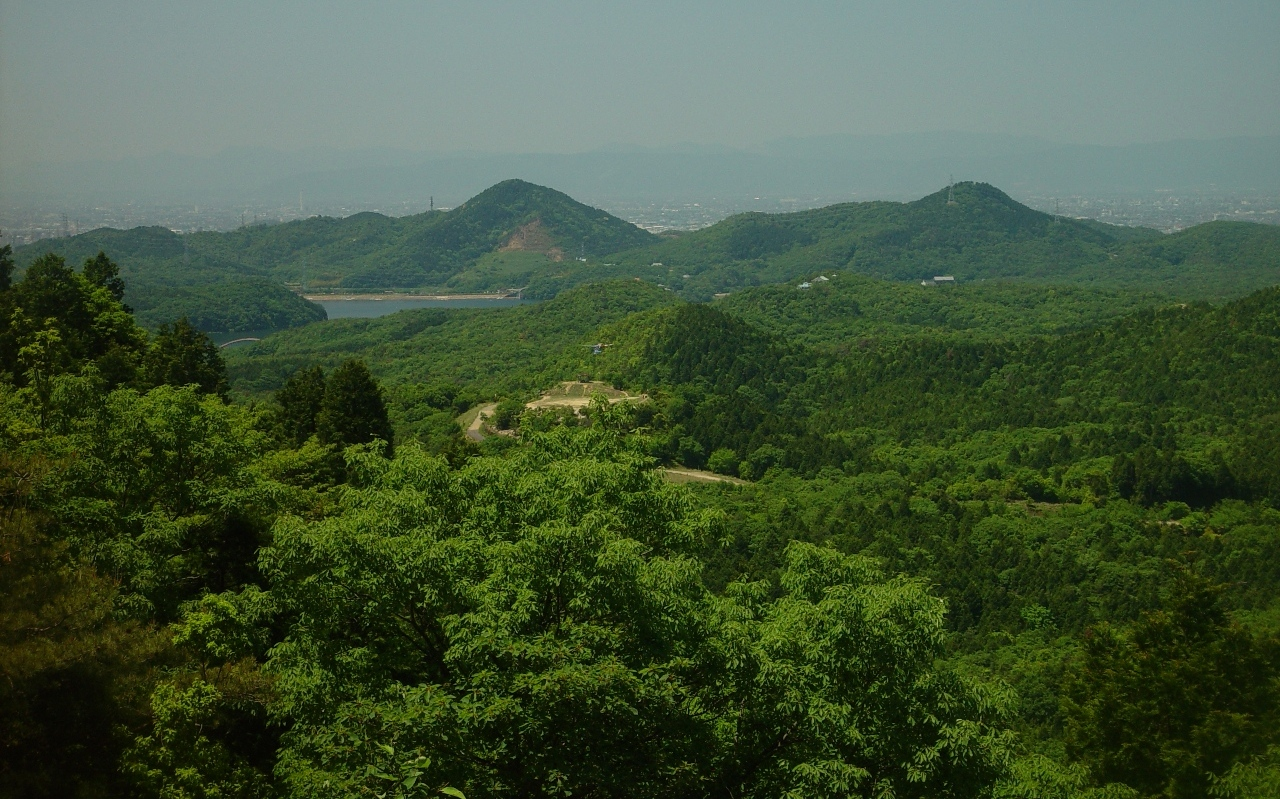
八曽山から望む本宮山と尾張富士

## 関連書籍
- 『天下の奇祭尾張富士の石上祭と其の伝説』松浦淺次郎/著、松雅堂書房、1934年
- 『尾張富士大宮浅間神社絵葉書』、大宮浅間神社
- 『尾州本宮山美濃をがせ実伝』吉田静深/著、山姥寺、1925年
- 『尾張本宮山山姥物語考』市橋鐸/著、犬山郷土会、1970年
- 『新・こんなに楽しい愛知の130山』あつた勤労者山岳会/編、風媒社、2003年、ISBN 4-833-10107-6
- 『ふるさとお話の旅7』野村純一/監修、杉浦邦子/編、星の環会、2005年、ISBN 4-892-94414-9
- 『改訂版 愛知県の山』山と渓谷社、2010年、ISBN 978-4-635-02372-6